# The Singing Bee
The Singing Bee é um game show musical originalmente da NBC, lançado no verão de 2007 nos Estados Unidos, logo após a estréia da nova temporada de America's Got Talent às terças-feiras, se tornando o programa novo de maior audiência na midseason. Cancelado, desde 2009 foi revivido pelo Country Music Television, onde foi cancelado em 2012.